# Biston lomasaria
Biston lomasaria là một loài bướm đêm trong họ Geometridae.